# Mak nyah
Mak nyah (ˈmaʔ ˈɲa, en malayo), también escrito maknyah, es un término vernáculo malayo para las mujeres trans en Malasia. Surgió a finales de la década de 1980 para distinguirlas de otras minorías. Las mujeres trans malasias prefieren este nombre a otros términos despectivos (como pondan y bapok), que antes utilizaban los habitantes de Sarawak para referirse a las personas trans y travestis.

## Origen del término
Mak nyah se forma a partir de la palabra mak, que significa «madre», y nyah, que significa «transición» (literalmente, «huir de»).  Khartini Slamah describe que el término surgió como un «deseo de diferenciarnos de los hombres homosexuales, travestis [...] y otras minorías sexuales».
El término mak nyah para las mujeres transgénero malayas puede contrastarse con otros términos para la comunidad trans en todo el mundo, como hijras enIndia, kathoeys en Tailandia y ocult en Birmania.

## Estatus legal
Los tribunales malasios han emitido mensajes ambiguos sobre si la identidad de género preferida de una persona transgénero o su sexo de nacimiento deben aparecer en sus documentos de identidad.
En virtud de la Ley de Delitos Menores de 1955, se puede acusar a una persona mak nyah de comportamiento indecente por vestirse de mujer. Además, de acuerdo a la Ley de Delitos Penales de la Sharia, se prohíbe a cualquier hombre usar ropa de mujer en un lugar público y hacerse pasar por una mujer con fines inmorales Este cargo suele conllevar una multa de 25 a 50 ringgit.
La comunidad mak nyah en Malasia sufre una fuerte discriminación, incluyendo discriminación en el empleo, la vivienda y la atención médica. En 2010, los gobiernos del Reino Unido y Australia permitieron a las personas transgénero malasias solicitar asilo, en respuesta a la persecución y discriminación que enfrentan en su país de origen.

### Islam
En 1983, la Conferencia de Gobernantes de Malasia emitió un fetua que dictaminó que la cirugía de afirmación de género debía prohibirse a todos, excepto a las personas intersexuales. El Islam sunita prohíbe a los hombres vestirse de mujer, usar maquillaje, inyectarse hormonas para agrandar sus senos y someterse a operaciones de cambio de sexo. Un estudio de 2002 muestra que el 78% de los mak nyahs les gustaría someterse a una cirugía de afirmación de género si su religión se los permitiese.
Como la mayoría de los mak nyah son musulmanes malayos, pueden ser acusados además por un tribunal de la sharía, estos suelen ser utilizados por las autoridades religiosas de Malasia para oprimir a la comunidad mak nyah, a través de redadas, interrogatorios, violencia y detenciones.

## Estadísticas
Hacia 2018 se estimaba que existían cerca de 10 000 mak nyah en Malasia.